# ليسوم شجري
ليسوم شجري (الاسم العلمي:Illicium arborescens) هو نوع نباتي يتبع جنس الليسوم من فصيلة الشزندرية.